# Pocheň (Brumovice)

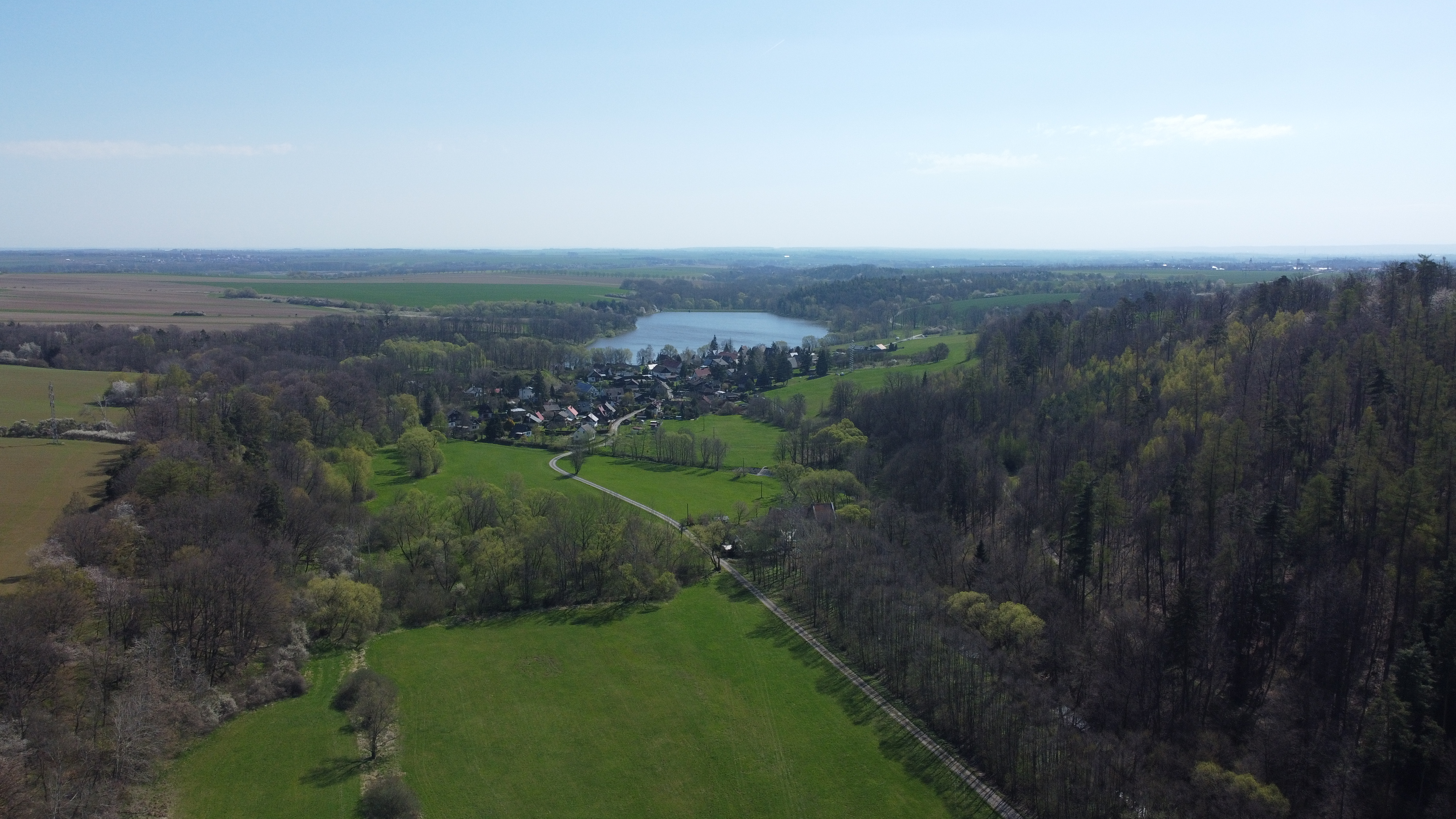
Luftaufnahme von Pocheň aus westlicher Richtung

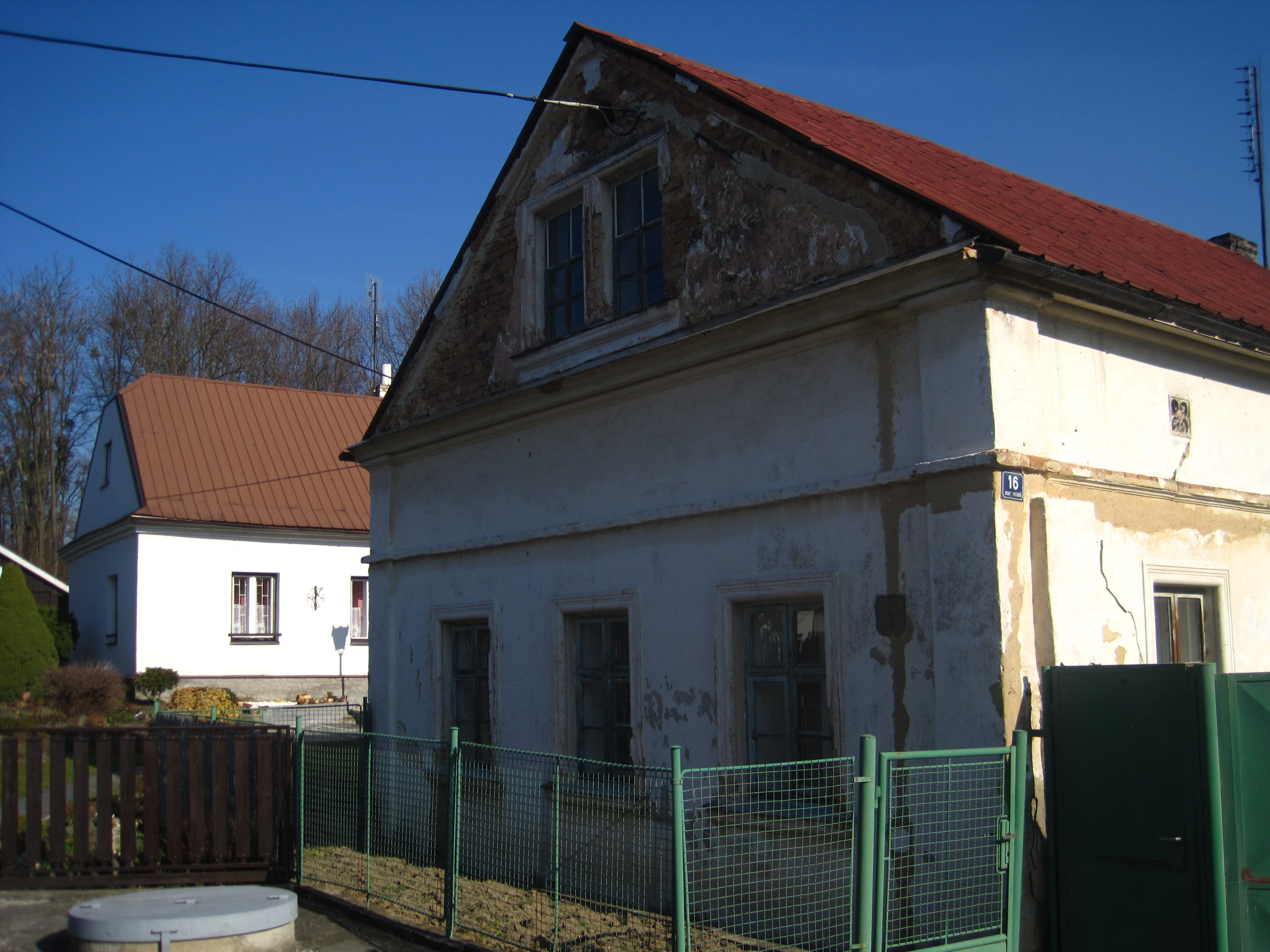
Haus Nr. 16

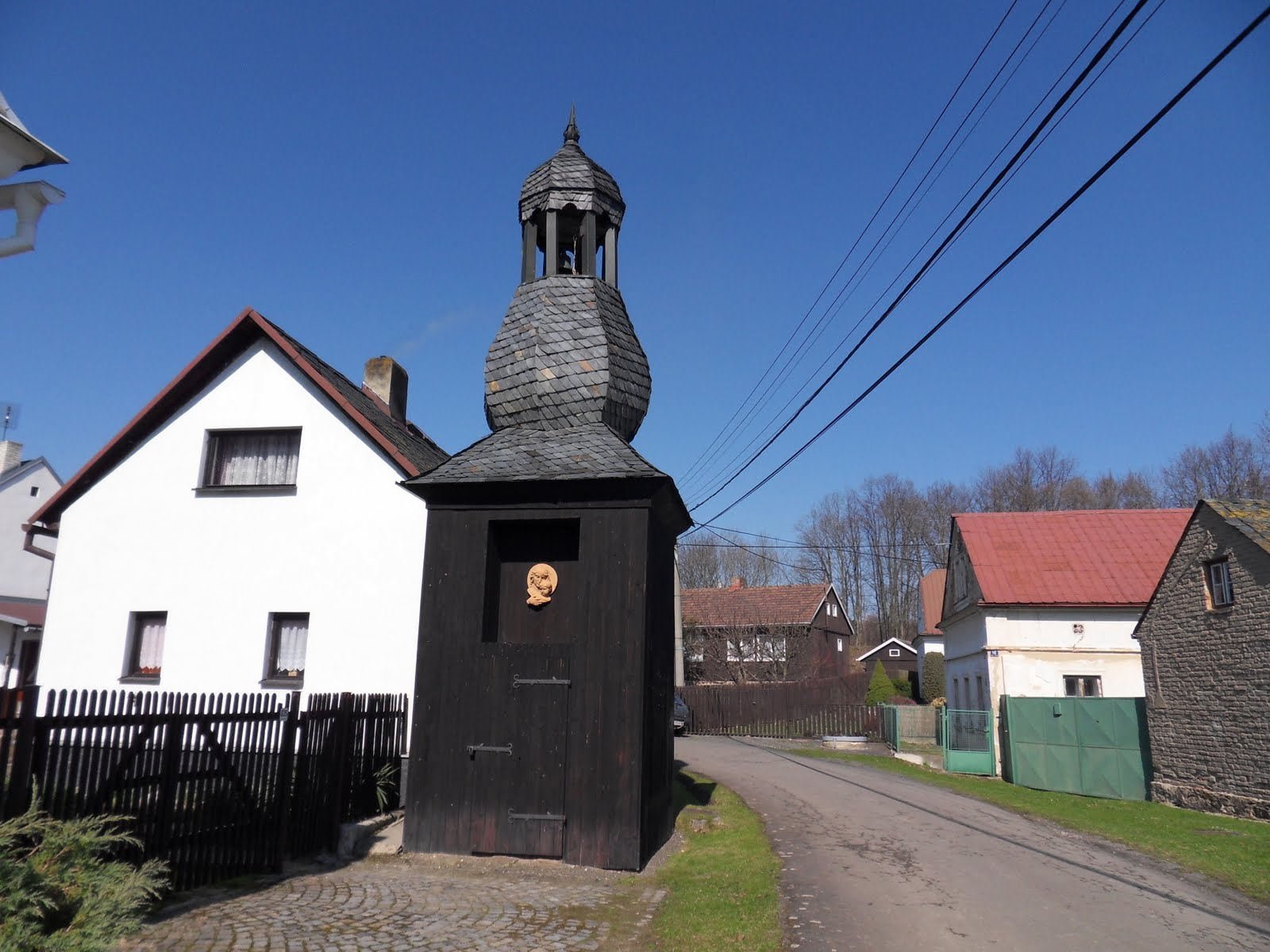
Hölzerner Glockenturm

Pocheň (deutsch Pochmühl, polnisch Pochnia) ist ein Ortsteil der Gemeinde Brumovice (Braunsdorf) in Tschechien. Er liegt sechseinhalb Kilometer südlich von Krnov (Jägerndorf) nahe der Grenze zu Polen und gehört zum Okres Opava.

## Geographie
Der als Gassendorf angelegte Ort Pocheň befindet sich rechtsseitig des Baches  Čižina (Cziczina) – am Fuße des Burghügels Vartnov (Wartnau) – in der Brantická vrchovina (Bransdorfer Hügelland). Östlich des Dorfes wird die Čižina im Stausee Pocheň angestaut. Im Norden erheben sich die Žežulka  (Kuckucksberg, 396 m. n.m.) und die Strážiště (Wachberg, 396 m. n.m.), südwestlich der Ulrichsberg (422 m. n.m.) sowie im Nordwesten der Ve Smrčí (Speichenhau, 411 m. n.m.) und der U Lesovny (Niederer Teichberg, 427 m. n.m.).
Nachbarorte sind Úvalno (Lobenstein) und Branice (Branitz) im Nordosten, Brumovický Mlýn (Braunsdorfer Mühle), Boboluszki (Boblowitz) und Pustý Mlýn (Wüstemühl) im Osten, Brumovice und Tábor (Tabor) im Südosten,  Úblo (Aubeln) im Süden, Lichnov (Lichten) im Südwesten, Dubnice (Taubnitz) im Westen sowie Láryšov (Larischau) und Býkov (Pickau) im Nordwesten.

## Geschichte
Vermutlich zu Beginn des 14. Jahrhunderts entstand auf dem Hügel an der Čižina die Feste Wartnau. Sie wurde während des böhmisch-ungarischen Krieges Ende August 1474 von Truppen des Gegenkönigs Matthias Corvinus erobert und niedergebrannt. Die Feste wurde nicht wieder aufgebaut, die Wartnauer Güter fielen der Jägerndorfer Kammer zu.
Das Dorf hat seinen Ursprung in einer Pochmühle, die 1558 erstmals erwähnt wurde. Aus dem Jahre 1574 ist die tschechische Namensform Pochný mlýn überliefert. Bis zur Mitte des 17. Jahrhunderts bestand die Einschicht aus einer, dem Jägerndorfer Minoritenkonvent gehörigen, Mühle und Brettsäge, die während des Dreißigjährigen Krieges zerstört wurde. Im Jahre 1668 kaufte die Jägerndorfer Kammer die wüste Mühlstatt mit den zugehörigen Feldern für 300 Taler auf und ließ auf den Fluren ein Dörfchen mit 15 Häuslerstellen, das den Namen Pochmühl erhielt, anlegen.
Im Jahre 1835 bestand Pochmühl aus 27 Chaluppen mit 179 katholischen und deutschsprachigen Einwohnern, die von Leineweberei, Baumzucht und Tagelohn lebten. Pfarr- und Schulort war Braunsdorf. Die landwirtschaftliche Nutzfläche des nur aus Häusler- und Gärtnerstellen bestehenden Dorfes umfasste 39 Joch Ackerland, 14 Joch Wiesenland sowie je 10 Joch Gärten und Hutweiden. Bis zur Mitte des 19. Jahrhunderts gehörte Pochmühl zu den herzoglichen Kammergütern.
Nach der Aufhebung der Patrimonialherrschaften bildete Pochmühl / Pocheň einen Ortsteil der Gemeinde Aubeln im Gerichtsbezirk Jägerndorf. Ab 1869 gehörte Pochmühl zum Bezirk Jägerndorf. Zu dieser Zeit hatte das Dorf 147 Einwohner und bestand aus 29 Häusern. Im Jahre 1900 lebten in Pochmühl 135 Personen, 1910 waren es 131. Beim Zensus von 1921 lebten in den 29 Häusern von Pochmühl / Pocheň 138 Personen, davon 131 Deutsche. Im Jahre 1930 bestand Pochmühl aus 28 Häusern und hatte 130 Einwohner. Nach dem Münchner Abkommen wurde das Dorf 1938 dem Deutschen Reich zugesprochen und gehörte bis 1945 zum Landkreis Jägerndorf. Nach dem Ende des Zweiten Weltkrieges kam Pocheň zur Tschechoslowakei zurück, die deutschsprachige Bevölkerung wurde größtenteils vertrieben. Im Jahre 1950 hatte das Dorf 79 Einwohner und bestand aus 28 Häusern. 1961 wurde Pocheň zusammen mit der Gemeinde Úblo in den Okres Opava umgegliedert. 1963 erfolgte die Eingemeindung nach Brumovice. Im Jahre 1970 hatte Pocheň 22 Einwohner, 1991 waren es nur noch vier. Beim Zensus von 2011 lebten in den sechs Wohnhäusern von Pocheň 15 Personen; die meisten Häuser des Dorfes werden heute nicht mehr zu Wohnzwecken genutzt.

## Ortsgliederung
Der Ortsteil Pocheň ist Teil des Katastralbezirks Úblo.

## Sehenswürdigkeiten
- Hölzerner Glockenturm, errichtet in der ersten Hälfte des 19. Jahrhunderts, Kulturdenkmal[5]
- Reste der Burg Vartnov
- Stausee Pocheň